# Myrmecium camponotoides
Myrmecium camponotoides là một loài nhện trong họ Corinnidae.
Loài này thuộc chi Myrmecium. Myrmecium camponotoides được Cândido Firmino de Mello-Leitão miêu tả năm 1932.